# Coupe du monde féminine de football 1970
Navigation
Coupe du monde 1971
La Coupe du monde féminine de football 1970 (en italien : Coppa del Mondo 1970), également appelée Martini Rosso Cup, est la première compétition mondiale féminine de football. Organisée par la Fédération internationale et européenne de football féminin (FIEFF), elle n'est pas reconnue par la Fédération internationale de football association (FIFA) et n'a donc jamais été homologuée. Le tournoi se déroule en juillet 1970 en Italie. Le vainqueur est le Boldklubben Femina, club représentant le Danemark, qui bat en finale l'Italie sur le score de 2-0.

## Préparation de l'événement

### Origines
Dans un but purement économique, des hommes d'affaires italiens avec l'aide de représentants du monde entier, forment en 1970 la Fédération internationale et européenne de football féminin (FIEFF). Ces personnalités n'ont rien à voir avec le monde du football, le président étant juriste, le vice-président avocat, et certains conseillers travaillent chez Martini & Rossi qui financera en grande partie les compétitions organisées par cette fédération.
Ainsi cette même année, la FIEFF organise la Coppa del Mondo, premier tournoi mondial de football féminin.

### Participants
Huit équipes sont invitées. Parmi elles, six sélections européennes incluant celles d'Allemagne, Angleterre, Autriche,  Italie, Suisse et Tchécoslovaquie, et un club du Danemark, le Boldklubben Femina. Le seul représentant hors Europe est l'équipe du Mexique.
Seules sept d'entre elles participent finalement, car la Tchécoslovaquie déclare forfait avant son premier match.

### Règlement et tirage au sort
Les huit équipes sont réparties en deux groupes. La compétition comprend uniquement des matchs à élimination directe, avec dans chaque groupe des quarts de finale puis une demi-finale pour qualifier respectivement un des finalistes du tournoi.
Dans le groupe Nord, le BK Femina doit jouer son quart de finale face à la Tchécoslovaquie. Du fait du forfait de cette dernière, c'est finalement l'Allemagne, perdante de l'autre quart de finale du groupe Nord, qui se voit offrir une seconde chance en affrontant les Danoises du BK Femina.
Ce tournoi est « arrangé » pour favoriser une finale entre l'Italie et le BK Femina, la meilleure équipe d'Europe à l'époque. Le tirage a notamment été truqué par les organisateurs en quête de bénéfices, un premier tirage au sort qui donnait une possible demi-finale entre les deux équipes ayant en effet tout bonnement été annulé.
La durée des matchs est fixée à 70 minutes (deux périodes de 35 minutes).

### Stades et affluence
La compétition a lieu dans sept villes italiennes. Les rencontres du groupe Nord se disputent dans trois villes de l'Italie du Nord : Gênes et Bologne pour les quarts de finale et Milan pour la demi-finale. Trois villes de l'Italie du Sud accueillent quant à elles les matchs du groupe Sud : les deux quarts de finale ont lieu à Bari et Salerne et la demi-finale à Naples.
Les deux matchs de classement sont disputés à Turin. La rencontre pour la troisième place se jouera devant 3 000 spectateurs. La finale a lieu dans le Stadio Comunale, qui est alors le stade des deux clubs professionnels de football du Torino Football Club et du Juventus Football Club.
La plus grande affluence du tournoi sera atteinte lors de la finale opposant le pays organisateur, l'Italie, au club du BK Femina devant 40 000 spectateurs.

## Résultats
|  | Quarts de finale        | Quarts de finale        |                        |                        | Demi-finales           | Demi-finales           |   |  | Finale                 | Finale                 |
|  | Quarts de finale        | Quarts de finale        |                        |                        | Demi-finales           | Demi-finales           |   |  | Finale                 | Finale                 |
|  |                         |                         |                        |                        |                        |                        |   |  |                        |                        |
|  | 6 juillet 1970, Gênes   | 6 juillet 1970, Gênes   |                        |                        | 10 juillet 1970, Milan | 10 juillet 1970, Milan |   |  | 13 juillet 1970, Turin | 13 juillet 1970, Turin |
|  | 6 juillet 1970, Gênes   | 6 juillet 1970, Gênes   |                        |                        | 10 juillet 1970, Milan | 10 juillet 1970, Milan |   |  | 13 juillet 1970, Turin | 13 juillet 1970, Turin |
|  | Angleterre              | 5                       |                        |                        | 10 juillet 1970, Milan | 10 juillet 1970, Milan |   |  | 13 juillet 1970, Turin | 13 juillet 1970, Turin |
|  | Angleterre              | 5                       |                        |                        | 10 juillet 1970, Milan | 10 juillet 1970, Milan |   |  | 13 juillet 1970, Turin | 13 juillet 1970, Turin |
|  | Allemagne de l'Ouest    | 1                       |                        |                        | 10 juillet 1970, Milan | 10 juillet 1970, Milan |   |  | 13 juillet 1970, Turin | 13 juillet 1970, Turin |
|  | Allemagne de l'Ouest    | 1                       | Angleterre             | 0                      |                        |                        |   |  | 13 juillet 1970, Turin | 13 juillet 1970, Turin |
|  | 9 juillet 1970, Bologne |                         | Angleterre             | 0                      |                        |                        |   |  | 13 juillet 1970, Turin | 13 juillet 1970, Turin |
|  |                         | BK Femina               | 2                      |                        |                        |                        |   |  | 13 juillet 1970, Turin | 13 juillet 1970, Turin |
|  | BK Femina               | BK Femina               | 2                      | 6                      |                        |                        |   |  | 13 juillet 1970, Turin | 13 juillet 1970, Turin |
|  | BK Femina               |                         |                        | 6                      |                        |                        |   |  | 13 juillet 1970, Turin | 13 juillet 1970, Turin |
|  | Allemagne de l'Ouest    | 1                       |                        |                        |                        |                        |   |  | 13 juillet 1970, Turin | 13 juillet 1970, Turin |
|  | Allemagne de l'Ouest    | 1                       | BK Femina              | 2                      |                        |                        |   |  |                        |                        |
|  | 6 juillet 1970, Bari    |                         | BK Femina              | 2                      |                        |                        |   |  |                        |                        |
|  |                         | Italie                  | 0                      |                        |                        |                        |   |  |                        |                        |
|  | Mexique                 | Italie                  | 0                      | 9                      |                        |                        |   |  |                        |                        |
|  | Mexique                 | 11 juillet 1970, Naples |                        | 9                      |                        |                        |   |  |                        |                        |
|  | Autriche                | 0                       |                        |                        |                        |                        |   |  |                        |                        |
|  | Autriche                | 0                       | Mexique                | 1                      |                        |                        |   |  |                        |                        |
|  | 9 juillet 1970, Salerne | 9 juillet 1970, Salerne | Mexique                | 1                      | Match pour la 3e place | Match pour la 3e place |   |  |                        |                        |
|  | 9 juillet 1970, Salerne | 9 juillet 1970, Salerne |                        | Italie                 | Match pour la 3e place | Match pour la 3e place | 2 |  |                        |                        |
|  | Italie                  | 2                       | 15 juillet 1970, Turin | 15 juillet 1970, Turin |                        |                        | 2 |  |                        |                        |
|  | Italie                  | 2                       | 15 juillet 1970, Turin | 15 juillet 1970, Turin |                        |                        |   |  |                        |                        |
|  | Suisse                  | 1                       |                        | Mexique                | 3                      |                        |   |  |                        |                        |
|  | Suisse                  | 1                       |                        | Mexique                | 3                      |                        |   |  |                        |                        |
|  |                         |                         |                        |                        |                        |                        |   |  | Angleterre             | 2                      |
|  |                         |                         |                        |                        |                        |                        |   |  | Angleterre             | 2                      |

### Groupe Nord

#### Quarts de finale
Dans le groupe Nord, l'Angleterre bat l'Allemagne 5-1 le 6 juillet à Gênes.
| 6 juillet 1970 | Angleterre                                                  | 5 - 1   | Allemagne de l'Ouest | Stade Luigi-Ferraris, Gênes |  |
|                | Briggs 1re 9e · Stockley 25e (pen.) · Cross 36e · Lopez 61e | (3 - 0) | 49e Schmitz          |                             |  |

La rencontre du lendemain prévue à Bologne entre le BK Femina, équipe danoise comprenant deux joueuses tchécoslovaques, et la Tchécoslovaquie est annulée en raison du forfait de cette dernière pour des problèmes de visas. La Tchécoslovaquie est finalement remplacée par l'Allemagne, repêchée après sa défaite contre l'Angleterre. Le BK Femina se qualifie en battant les Allemandes le 9 juillet à Bologne sur le score de 6-1 sur des buts de Evers (8e, 35e et 69e minute de jeu), Christensen (9e, 19e), et E. Hansen (24e) contre un but de l'Allemande Arzdorf à la 15e minute.
| 9 juillet 1970 | BK Femina                                             | 6 - 1   | Allemagne de l'Ouest | Stadio Comunale, Bologne |  |
|                | Evers 8e 35e 69e · Christensen 9e 19e · E. Hansen 24e | (5 - 1) | 15e Arzdorf          |                          |  |

#### Demi-finale
En demi-finale, le BK Femina se défait de l'Angleterre 2-0 le 10 juillet à Milan sur deux nouveaux buts de Evers inscrits en seconde mi-temps à la 46e puis à la 70e et dernière minute de jeu.
| 10 juillet 1970 | BK Femina     | 2 - 0   | Angleterre | Stade San Siro, Milan |                      |
|                 | Evers 46e 70e | (0 - 0) |            | Arbitrage : Lojacono  | Arbitrage : Lojacono |

### Groupe Sud

#### Quarts de finale
Le groupe Sud comprend les sélections d'Autriche, d'Italie, du Mexique et de Suisse.
Le 6 juillet à Bari, le Mexique bat l'Autriche 9-0.
| 6 juillet 1970 | Mexique                                                               | 9 - 0   | Autriche | Stadio della Vittoria (en), Bari |  |
|                | Rubio 1re 31e · Vargas 4e 18e 47e 57e · Huerta 8e · Hernández 49e 61e | (5 - 0) |          |                                  |  |

L'autre quart de finale du groupe est disputé trois jours plus tard à Salerne. L'Italie y domine l'équipe suisse 2-1 grâce à deux buts de Mella (15e) et Avon (68e) contre un but de la Suissesse Ripamonti (40e).
| 9 juillet 1970 | Italie               | 2 - 1   | Suisse        | Stadio Donato Vestuti (it), Salerne |                         |
|                | Mella 15e · Avon 68e | (1 - 0) | 40e Ripamonti | Arbitrage : Santopietro             | Arbitrage : Santopietro |

#### Demi-finale
Les Italiennes retrouvent les Mexicaines en demi-finale le 11 juillet à Naples. L'Italie ouvre la marque en début de match sur un but de Schiavo à la 5e minute. En début de seconde période, Schiavo double la mise (40e minute) mais le Mexique ne tarde pas à réduire le score sur un but contre son camp de Mundo à la 48e. L'Italie parvient ensuite à conserver son avantage et gagne finalement 2-1.
| 11 juillet 1970 | Italie         | 2 - 1   | Mexique         | Stade San Paolo, Naples |  |
|                 | Schiavo 5e 40e | (1 - 0) | 48e (csc) Mondo |                         |  |

### Match pour la troisième place
Les deux perdants des demi-finales se retrouvent dans un match de classement pour désigner les troisième et quatrième de la compétition. Le 13 juillet, l'Angleterre est ainsi opposée au Mexique. La rencontre se déroule à Turin devant 3 000 spectateurs et est dirigée par l'arbitre italien Sicco. Les Mexicaines prennent le meilleur départ et mènent 2-0 après sept minutes de jeu sur des buts de Vargas et Hernandez. L'Angleterre réagit ensuite pour revenir au score 2-2 par l'intermédiaire de Tovar (14e) et Davies (23e). En deuxième mi-temps, l'Anglaise Stockey marque ensuite un but contre son camp à la 50e. Le Mexique garde son avantage 3-2 jusqu'à la fin du match et se classe donc troisième.
| 13 juillet 1970 | Mexique                                      | 3 - 2   | Angleterre             | Stadio Comunale, Turin                |                                       |
|                 | Vargas 3e · Hernández 7e · Stockey 50e (csc) | (2 - 2) | 14e Tovar · 23e Davies | Spectateurs : 3 000 Arbitrage : Sicco | Spectateurs : 3 000 Arbitrage : Sicco |

### Finale
La finale du tournoi oppose le 15 juillet 1970 le BK Femina et l'Italie, vainqueurs respectivement des groupes Nord et Sud. La rencontre a lieu au Stadio Comunale de Turin. Elle est suivie par 40 000 spectateurs et est sifflée par l'arbitre italien Cosentina. Les Danoises prennent l'avantage dès la 18e minute de jeu sur un but de Hansen. L'équipe nordique double la mise à la 68e par Sescikova. Le Boldklubben Femina s'impose sur le score de 2-0 et remporte la Coupe Martini Rosso.
En finale, l'équipe danoise du sélectionneur Pedersen est composée de Thermansen, J. Nielsen, B. Nielsen, Lindh, Schaefer, Evers, Mascikova (Tch), E. Hansen, Irene Christensen, Inge Christensen et Sescikova (Tch). L'équipe italienne du sélectionneur Cavicchi est composée de Seghetti, Canepa, Cerutti, Mondo, Pinardi, Bonanni, Molino, Avon, Mella, Colla et Schiavo. Une joueuse est remplacée pendant le match : l'Italienne Rampon entre en jeu à la 46e minute en remplacement de Mella.
| 15 juillet 1970 | BK Femina                    | 2 - 0   | Italie | Stadio Comunale, Turin                     |                                            |
|                 | E. Hansen 18e · Sešiková 68e | (1 - 0) |        | Spectateurs : 40 000 Arbitrage : Cosentina | Spectateurs : 40 000 Arbitrage : Cosentina |

## Sources
- (en) Coppa del Mondo (Women) 1970, Erik Garin, 19 mars 2001, sur rsssf.com.